# Dagoba
Dagoba — французская грув-метал-группа, основанная в 1997 году в Марселе.

## История
- Группа была сформирована в 1997 году по инициативе вокалиста Shawter, после того как он покинул свою предыдущую команду. В оригинальный состав Dagoba вошли: Shawter (вокал), Izakar (гитара), Stephan (гитара), Werther (бас-гитара) и Franky (ударные). Спустя год музыканты подписывают контракт с лейблом Enternote Records и записывают свой первый мини-альбом «Release The Fury», который был издан в формате диджипак и включал в себя видеоклип для трека «Rush». Распространением пластинки, получившей теплые отзывы музыкальных критиков, занималась компания Sony\Edel.
- В марте 2003 года группа Dagoba выпустила одноименный дебютный лонгплей, звучание которого продолжило развивать идею сплава грув-метала с индустриальной музыкой. После того, как команду покинул Stephan, музыканты продолжили свою деятельность уже как квартет и передали права дистрибуции звукозаписывающей компании EMI. Вслед за выпуском альбома коллектив совершил весьма успешный тур по Европе.
- В феврале 2006 года группа представила свой второй полноформатный релиз «What Hell Is About», вышедший из-под крыла лейбла Season Of Mist. Продюсированием материала занимался небезызвестный Туэ Мадсен, известный по работе с такими коллективами как The Haunted, Mnemic и Ektomorf. Приглашённым музыкантом стал Симен Хестнес (Dimmu Borgir, Borknagar, Arcturus), записавший вокальные партии для двух песен пластинки.
- Третий альбом Dagoba, «Face The Colossus», был спродюсирован Туэ Мадсеном и выпущен в сентябре 2008 на Season Of Mist.
- Четвёртый альбом группы, «Poseidon», был выпущен в конце августа 2010 года.
- Пятый альбом под названием «Post Mortem Nihil Est» вышел в 2013 году.
- Шестой студийный альбом получил название «Tales Of The Black Dawn» и был выпущен в 2015 году.
- Выход седьмого релиза «Black Nova» состоялся в 2017 году на лейбле Century Media Records.

## Участники группы

### Действующие
- Shawter — вокал (с 1997 года)
- Werther — бас-гитара (с 1999)
- Jean-Laurent " JL " Ducroiset — гитара (с 2016)
- Nicolas Bastos — барабаны (с 2016)

### Бывшие
- Frank Costanza — барабаны (1998—2016)
- Stephan " S.T. " — гитара (1999—2002)
- Jean-Pierre «Izakar» Isnard — гитара (1999—2012)
- Yves " Z " Terzibachian — гитара (2012—2016)

### Приглашённые
- Симен Хэстнэс — вокал в композициях It’s All About Time и The White Guy (Suicide)

## Дискография
- Dagoba (2003)
- What Hell Is About (2006)
- Face The Colossus (2008)
- Poseidon (2010)
- Post Mortem Nihil Est (2013)
- Tales Of The Black Dawn (2015)
- Black Nova (2017)
- By Night (2022)
- Different Breed (2024)

### Видеография
- Rush
- Another Day
- The White Guy (And The Black Ceremony)
- The Things Within
- Black Smokers (752° Fahrenheit)
- I, Reptile
- The Great Wonder
- Yes We Die
- When Winter…
- The Sunset Curse
- Born Twice